# Semedelski Naroden Sajus
Semedelski Naroden Sajus (bulgarisch Земеделски народен съюз; wissenschaftliche Transliteration: Zemedelski naroden sajuz; deutsch Bauernvolksunion; kurz: SNS) ist eine christdemokratisch-konservativ-agrarische Kleinpartei Bulgariens. Bis 2006 hieß die Partei Bulgarische Bauernvolksunion – Volksunion (bulgarisch Български земеделски народен съюз – Народен съюз Balgarski Semedelski Naroden Sajus–Naroden Sajus, kurz BSNS). Die Partei beruft sich auf das Erbe des Bulgarischen Bauernvolksbunds.
Von 1997 bis 2001 war die BSNS in der ODS-Koalition an der Regierung Kostow beteiligt. 
Im Jahr 2005 war die Partei Teil des Wahlbündnisses Balgarski Naroden Sajus, das unter der Führung des Freidemokraten Stefan Sofijanski bei den Parlamentswahlen vom 25. Juni 2005 5,7 % der Stimmen und damit 13 der 240 Sitze gewann; auf die BSNS entfielen davon 5 Sitze. 2006 kam es zum Bruch in der Partei zwischen dem Parteivorsitzenden Stefan Litschew und der früheren Vorsitzenden Anastassija Moser, der sich in konkurrierenden Parteiversammlungen abzeichnete. Die von Litschew geführte Partei wurde in Semedelski Naroden Sajus umbenannt, Moser gründete 2008 schlussendlich die Obedineni Semedelzi. Die BSNS ist Mitglied der Europäischen Volkspartei und war durch Petja Stawrewa von 2007 bis 2009 im Europäischen Parlament vertreten.
Zu den Europawahlen 2009 und zu den bulgarischen Nationalwahlen am 5. Juli 2009 trat die BSNS als Teil der Blauen Koalition an.